# یایمه پرز
یایمه پرز (به اسپانیایی: Yaime Pérez) (زاده ۲۹ مه ۱۹۹۱) پرتاب‌گر دیسک زن اهل کوبا است.